# 川崎市立東高津小学校
川崎市立東高津小学校（かわさきしりつ ひがしたかつしょうがっこう）は、神奈川県川崎市高津区北見方2丁目にある公立小学校。

## 沿革
出典
- 1950年（昭和25年）
  - 4月1日 - 高津小学校から分離[2]し、開校。
  - 時期不明 - 校章制定。PTA設立。
- 1958年（昭和33年） - 鉄筋校舎完成（旧校舎2棟）。
- 1960年（昭和35年） - 創立10周年のお祝い開催。校歌制定。
- 1966年（昭和41年） - 体育館完成。旧校舎の2棟校舎を増築。
- 1967年（昭和42年） - 大島池ができる。
- 1969年（昭和44年）
  - 4月1日 - 本校一部学区から分離し、坂戸小学校が開校する[3]。
  - 時期不明 - プール・学童ホール・小鳥小屋ができる。
- 1970年（昭和45年） - 創立20周年のお祝い開催。旧校舎の3棟校舎が完成。
- 1973年（昭和48年） - 旧校舎の4棟校舎が完成。
- 1974年（昭和49年） - 旧校舎の1棟校舎が鉄筋校舎となる。
- 1980年（昭和55年） - 創立30周年のお祝い開催。郷土資料館・アスレチックができる。
- 1986年（昭和61年） - 校舎を拡張し、新体育館完成。
- 1989年（平成元年） - 創立40周年のお祝い開催。
- 1990年（平成2年） - 社会科副読本「ひがしたかつ」ができる。
- 1995年（平成7年） - モルモット小屋完成。
- 1999年（平成11年） - コンピュータールームができる。
- 2000年（平成12年） - 創立50周年のお祝い開催。ゆとりの読書学習室ができる。
- 2001年（平成13年） - 創立50周年の記念として、「しだれ桜」を植樹する。
- 2003年（平成15年） - わくわくプラザ開設。
- 2004年（平成16年） - 普通教室にインターホン設置。
- 2006年（平成18年） - この年度から、2学期制導入。
- 2009年（平成21年） - 校舎改築のため、プレハブ校舎に引っ越し。
- 2010年（平成22年） - 新校舎へ引っ越し 。
- 2011年（平成23年） - 創立60周年のお祝い開催。ビオトープ落成式挙行。
- 2015年（平成27年） - 防災教育推進校に指定される。
- 2020年（令和2年）11月21日 - 創立70周年記念式典挙行[2]。ただし、新型コロナウイルス感染拡大の影響により、各教室へ、ビデオによるライブ配信となった。

## 通学区域
出典
- 北見方2丁目（1番～9番・10番5号～36番）
- 北見方3丁目（9番～14番）
- 下野毛1～3丁目
- 諏訪1～3丁目
- 瀬田
- 二子3～4丁目

## 進学先中学校
出典
- 川崎市立高津中学校 - 瀬田地区・二子地区・諏訪地区から通う児童の進学先
- 川崎市立東高津中学校 - 北見方地区・下野毛地区から通う児童の進学先

## 周辺
- 社会福祉法人尚栄福祉会すこやか諏訪保育園 - 進級前保育園のひとつ。
- NECプラットフォームズ - 敷地が隣接
- 小黒恵子児童記念館
- 国道409号
- このほか、周辺にはマンションなども点在。

## アクセス
- 東急バス・川崎市営バス「東二子」バス停から、徒歩約510m・約8分。
- 東急電鉄田園都市線
  - 二子新地駅（東口）から、徒歩約885m・約14分。
  - 高津駅（西口）から、徒歩約1.14km・約17分。